# ビジネスブックス
ビジネスブックスは 東京都千代田区にある書籍販売会社。

## 沿革
- 2008年9月1日 明文図書の子会社として設立

## 会社概要
1915年に創業した旧千代田書店が前身。旧千代田書店は東京証券取引所に近い場所柄ビジネス関連書籍を主力に扱う書店であった。なかでも、金融・証券関連の書籍の種類・取扱い数は大手書店を凌いでいたが、2009年2月28日に閉店した。千代田書店の屋号と外商業務をビジネスブックスが2009年3月に継承し、経済・法律専門書を扱う新千代田書店として再スタートしている。

## 店舗
- 千代田書店 〒103-0025 東京都中央区日本橋茅場町2-14-1 第一井上ビル1階
- 和光店 〒351-0104 埼玉県和光市南2-3-8 司法研修所内